# Parainfektiöse Erkrankung
Als parainfektiös (gr.: para – daneben, zugleich) bezeichnet man eine Erkrankung, die in unmittelbarem Zusammenhang mit einer Infektionskrankheit entsteht, aber nicht durch deren Erreger direkt verursacht wird.
Beispielhaft sind das rheumatische Fieber bei einer Angina oder Gelenkentzündungen bei Röteln oder Hepatitis. Parainfektiöse Beschwerden können durch Abwehrstoffe entstehen, die die eigentliche Krankheit bekämpfen sollten.

## Einzelnachweis
1. ↑  parainfektiös. In: befunddolmetscher.de. Abgerufen am 9. September 2020.